# Dadelpalm
Dadelpalm (Phoenix dactylifera) är en art i familjen palmer. Trädet kan bli upp till 35 m högt och växer gärna i oaser. Palmen uppskattas särskilt för sin frukt, dadeln. Dadelpalmen har växt i östra Mellanöstern sedan 6000 år tillbaka. Eftersom den odlats så länge är dess exakta ursprung okänt, men den kommer troligen från öknen i norra Afrika och Mellanöstern eller möjligen sydvästra Asien.
Dadelpalmen är ett palmträd, vars stam täcks med uppåtriktade förvedade bladrester. Unga palmer är enstammiga, men efter 6–16 år uppträder talrika rotskott vid basen. Bladen är fjäderlika och upp till 6 meter långa och består av ett taggigt bladskaft, en kraftig mittnerv och talrika, grågröna till blågröna delblad som blir 20–40 cm långa. Varje blad växer fram ur en bladslida som spricker upp till fibrer som sitter kvar vid bladets bas. Dadelpalmen är vanligen tvåbyggare, med hon- och hanblommor på olika plantor, men det förekommer plantor som har både han- och honblommor, dessutom även plantor med tvåkönade blommor. Blommorna sitter i förgrenade kolvar uppdelade på 25–110 stånd. Honplantornas blomställningar blir 30–75 cm långa, medan hanplantornas ställningar är mindre, 15–23 cm långa. En stor blomställning kan innehålla 6 000–10 000 blommor.[källa behövs] Själva blommorna är små och doftande. Honblommorna är vita, medan hanblommorna är gula och vaxartade. 

## Dadlar
Frukten, dadeln, är ett avlångt bär, 2,5–7 cm långt, mörkbrunt till rödaktigt eller gulbrunt som moget. Omogna frukter är sträva i smaken. Varje frukt innehåller ett ensamt frö som har en djupt längsgående skåra på ena sidan.

## Sorter
Det finns mer än 1 500 sorter beskrivna. En av de vanligaste är "Deglet Noor" från Nordafrika. Det är den vanligaste exportsorten i Nordafrika och står för 75 procent av dadelproduktionen i Kalifornien. Sorten är halvtorr, inte så söt och står sig länge. "Sayer" är den mest odlade sorten och står för en stor del av importen till Europa. Den är mörkt orangebrun, mellanstor, mjuk och sirapskladdig. Kvalitén är inte så hög, men plantan är tålig.

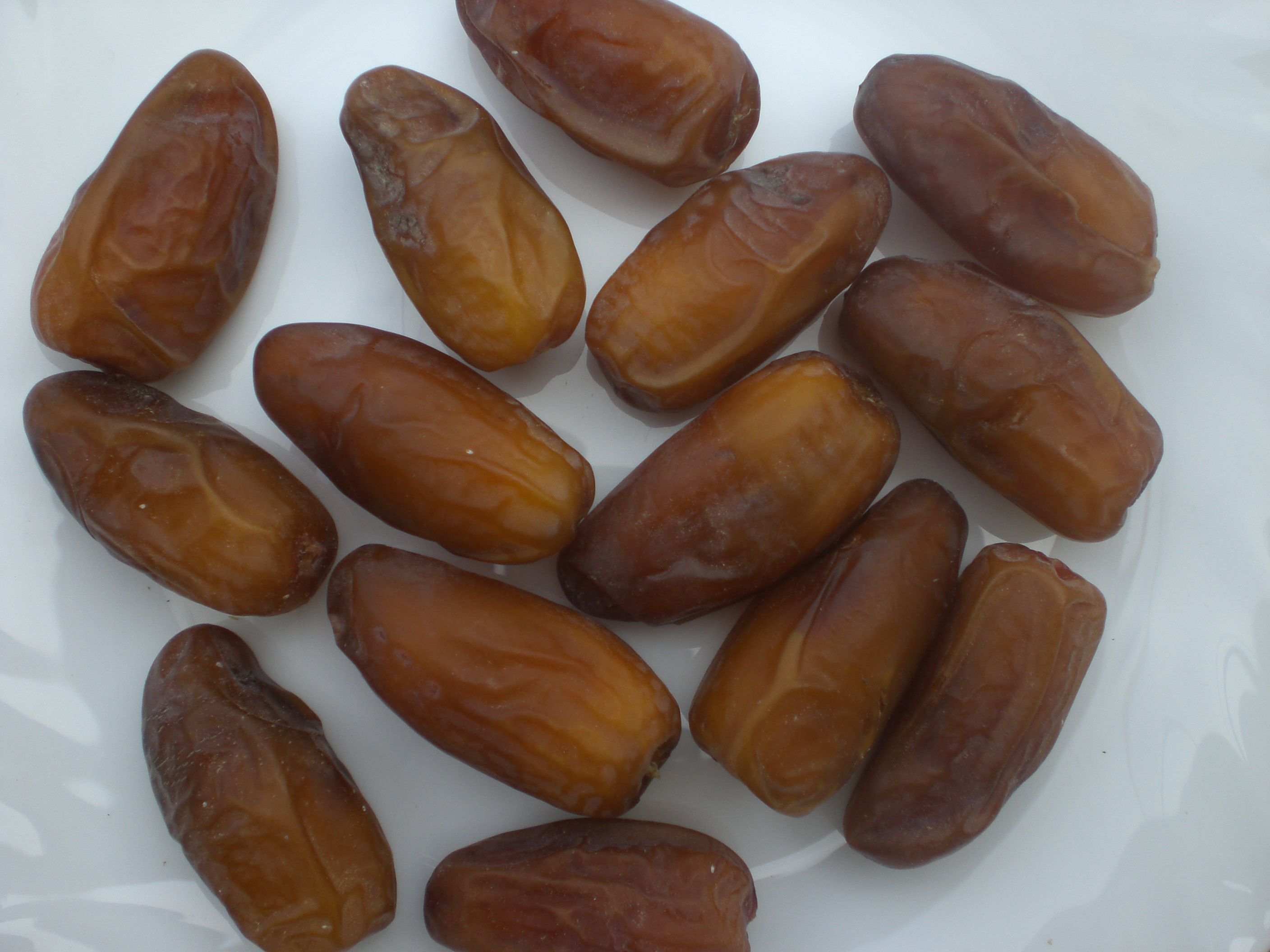
Deglet Noor

## Dadlar
Dadlar är rika på socker. Under muslimernas fastemånad Ramadan är det tradition att äta dadlar och yoghurt samt dricka vatten som första måltid då natten infaller.
Torkade dadlar var under 1900-talet en vanlig julfrukt men har under de senaste decennierna minskat drastiskt i popularitet. Jämför med fikon.
Dadelpalmen tål en del kyla (−12 °C)[källa behövs], vilket innebär att den går att odla i södra Skandinavien, dock så behöver man då skydda rotsystemet genom att täcka marken runt palmen med ett tjockt lager löv. Även palmbladen bör bindas upp och täckas med ett tjockt lager väv.
Det är viktigt att plantera alla palmer i väldränerad sandblandad jord, rotsystemet skadas lätt om palmen står i vatten, och fukt tillsammans med tjäle kan döda palmen.